# Корпоративные действия
Корпорати́вные де́йствия — предмет корпоративного управления; важные процедуры, осуществляемые юридическими лицами в процессе своей деятельности (от создания до ликвидации), обуславливающие их статус в качестве юридического лица, формирующие их уставный (складочный) капитал, определяющие участие других лиц в уставном капитале, их органы управления.

## Виды корпоративных действий
Классификация видов корпоративных действий затруднена, так как количество совершаемых действий, их характер и порядок варьируется в зависимости от организационно-правовой формы юридического лица, в то же время их можно разделить на две категории: связанные с организационно-правовой формой и связанные с операциями над выпусками акций.
Необходимо отметить, что некоторые из корпоративных действий могут осуществляться одновременно. Например, для принятия решения о совершении многих корпоративных действий необходимо проведение заседания органов юридического лица; для изменения величины уставного капитала акционерных обществ — конвертация акций и т. п.

### Связанные с организационно-правовой формой

#### Создание, реорганизация и ликвидация юридического лица
- учреждение организации;
- реорганизация организации (слияние, присоединение, разделение, выделение, преобразование)[2];
- создание и ликвидация филиалов, представительств;
- ликвидация[1].

##### Уставный капитал
- формирование уставного капитала;
- уменьшение / увеличение уставного капитала;
- сделки с долями в уставном капитале.

#### Органы юридического лица
- формирование и изменение[2] в составе исполнительных органов, в том числе единоличного исполнительного органа / коллегиального исполнительного органа, передача функций единоличного исполнительного органа управляющей компании (управляющему);
- избрание Совета директоров (наблюдательного совета);
- избрание Ревизионной комиссии (ревизора);
- утверждение аудитора[1].

#### Созыв и проведение заседаний органов юридического лица
- созыв и проведение

- общего собрания акционеров, учредителей и т. п.;
- заседаний Совета директоров (наблюдательного совета);
- заседаний коллегиального исполнительного органа.

#### Одобрение сделок юридического лица
- Одобрение

- крупных сделок;
- сделок с заинтересованностью;
- иных видов сделок (на которые Уставом общества распространен порядок одобрения крупных сделок, сделок с заинтересованностью или иной предусмотренный документами общества порядок одобрения органами общества).

##### Приобретение юридическим лицом прав в отношении иных юридических лиц
- приобретение прав исполнительного органа иного юридического лица;
- приобретение доли в уставном капитале иного юридического лица (в том числе путём учреждения иного юридического лица);
- вхождение в состав объединений юридических лиц (союзов или ассоциаций).

#### Принятие документов юридического лица
- утверждение (в том числе новой редакции, изменений) Устава юридического лица;
- утверждение (в том числе новой редакции, изменений) внутренних документов юридического лица[1].

#### Подведение итогов хозяйственной деятельности юридического лица
- утверждение

- годового отчёта;
- годовой бухгалтерской отчётности;
- отчёта ревизионной комиссии (ревизора);
- аудиторского заключения;

- принятие решения о распределении прибыли (убытков), выплате дивидендов[1].

#### Раскрытие информации
- публикация сведений о корпоративных действиях;
- предоставление документов/доступа к документам юридического лица;
- уведомление заинтересованных лиц о корпоративных действиях
- уведомление государственных органов о корпоративных действиях
- ходатайство государственных органов о совершении корпоративных действий
- раскрытие информации в иных формах[3].

### Связанные с операциями над выпусками акций
Корпоративные действия с ценными бумагами — это действия, связанные с осуществлением владельцем ценной бумаги прав, закрепленных в ней:
- выпуск ценных бумаг[2];
- приобретение ценных бумаг;
- конвертация ценных бумаг, в том числе дробление и консолидация ценных бумаг;
- погашение ценных бумаг;
- выплата доходов по ценным бумагам[3][1].

## Существенные корпоративные действия
Совершение ряда действий, которые могут привести к основательным корпоративным изменениям, к которым также можно отнести права акционеров, называются существенными корпоративными действиями. Они должны быть максимально открыты и прозрачны. К данным действиям относят:
- реорганизация общества (слияния и поглощения)[2];
- сделки по приобретение 30 и более процентов простых акций общества (сделки по приобретению контроля, поглощение);
- совершение крупных сделок и сделок с заинтересованностью;
- уменьшение / увеличение уставного капитала;
- внесение изменений в устав общества;
- ликвидация общества;
- ряд других вопросов, решение которых принципиально для общества[4][5][6][7].

Вышеуказанные действия оказывают влияние не только на правовой статус акционера, но и на структурное и финансовое положение общества.